# Sergiu Nicolaescu
Sergiu Florin Nicolaescu, né le 13 avril 1930 à Târgu Jiu et mort le 3 janvier 2013 à Bucarest, est un acteur, réalisateur et homme politique roumain.
Nicolaescu est diplômé de l'université Politehnica avec un diplôme d'ingénieur et travaille comme cadreur et dans le domaine des documentaires.
Nicolaescu fait avec succès des films artistiques, des films d'aventure, historiques et policiers. Les plus connus sont Les Guerriers (Dacii, 1966) et Michel le Brave (Mihai Viteazul, 1970). Il est proposé trois fois au Festival international du film de Moscou pour le prix d'or, en 1970 pour Michel le Brave, en 1976 pour Osânda et en 1985 pour Ringul. Sa carrière en tant que directeur compte plus de 50 films à partir de 1962.
Après la révolution de 1989, à laquelle il participe, il appuie le parti Front de salut national et est plusieurs fois élu son représentant au sein de divers comités. Plus tard, il rejoint le Parti social-démocrate (PSD). Sur son initiative, une commission d'enquête sur les événements de décembre 1989 a été créée. En 2004 Nicolaescu a été nommé par Ion Iliescu au Conseil national de l'Institut de la révolution roumaine. En 2011, il démissionne du PSD.

## Filmographie
- 1968 : Les Guerriers (Dacii)
- 1968 : Pour la conquête de Rome I (Kampf um Rom I, coréalisé avec Robert Siodmak)
- 1969 : Pour la conquête de Rome II (Kampf um Rom II - Der Verrat, coréalisé avec Robert Siodmak)
- 1969 : La Légende de Bas-de-Cuir (Die Lederstrumpferzählungen, coréalisé avec Pierre Gaspard-Huit et Jean Dréville)
- 1970 : Michel le Brave (Mihai Viteazul)
- 1972 : Je les ai tous condamnés à mort (ro) (Atunci i-am condamnat pe toţi la moarte)
- 1972 : Les Mains propres (ro) (Cu mîinile curate)
- 1972 : Le Loup des mers (de) (Der Seewolf) (avec Wolfgang Staudte)
- 1973 : La Dernière Cartouche (ro) (Ultimul cartuş)
- 1974 : Un commissaire accuse (ro) (Un comisar acuză)
- 1974 : Les Immortels (ro) (Nemuritorii)
- 1974 : Deux ans de vacances, coréalisé avec Gilles Grangier)
- 1975 : Zile fierbinți (ro)
- 1976 : Osînda (ro)
- 1977 : Accident (ro)
- 1977 : Războiul independenței (ro) (coréalisé avec Doru Năstase (ro) et Gheorghe Vitanidis)
- 1978 : Pentru patrie (ro)
- 1978 : Revanșa (ro)
- 1978 : Nea Mărin miliardar
- 1978 : Mihail, câine de circ (ro)
- 1979 : Ultima noapte de dragoste (ro)
- 1980 : Capcana mercenarilor (ro)
- 1981 : Duelul (ro)
- 1982 : Întîlnirea (ro)
- 1982 : Guillaume le Conquérant
- 1982 : Viraj periculos (ro)
- 1983 : Ringul (ro)
- 1985 : Căutătorii de aur (ro)
- 1985 : Ciuleandra (ro)
- 1985 : Ziua Z (ro)
- 1986 : Noi, cei din linia întâi (ro)
- 1987 : François Villon, poète vagabond (ro) (François Villon – Poetul vagabond)
- 1989 : Mircea (ro)
- 1990 : Coroana de foc (ro)
- 1993 : Oglinda
- 1996 : Punctul zero (ro)
- 1999 : Triunghiul morții (ro)
- 2004 : Orient-Express (ro)
- 2005 : Cincisprezece (ro)
- 2008 : Supraviețuitorul (ro)
- 2009 : Carol I (ro) (Carol I - Un destin pentru România)
- 2010 : Poker (ro)
- 2012 : Ultimul Corupt din România (ro)

## Galerie

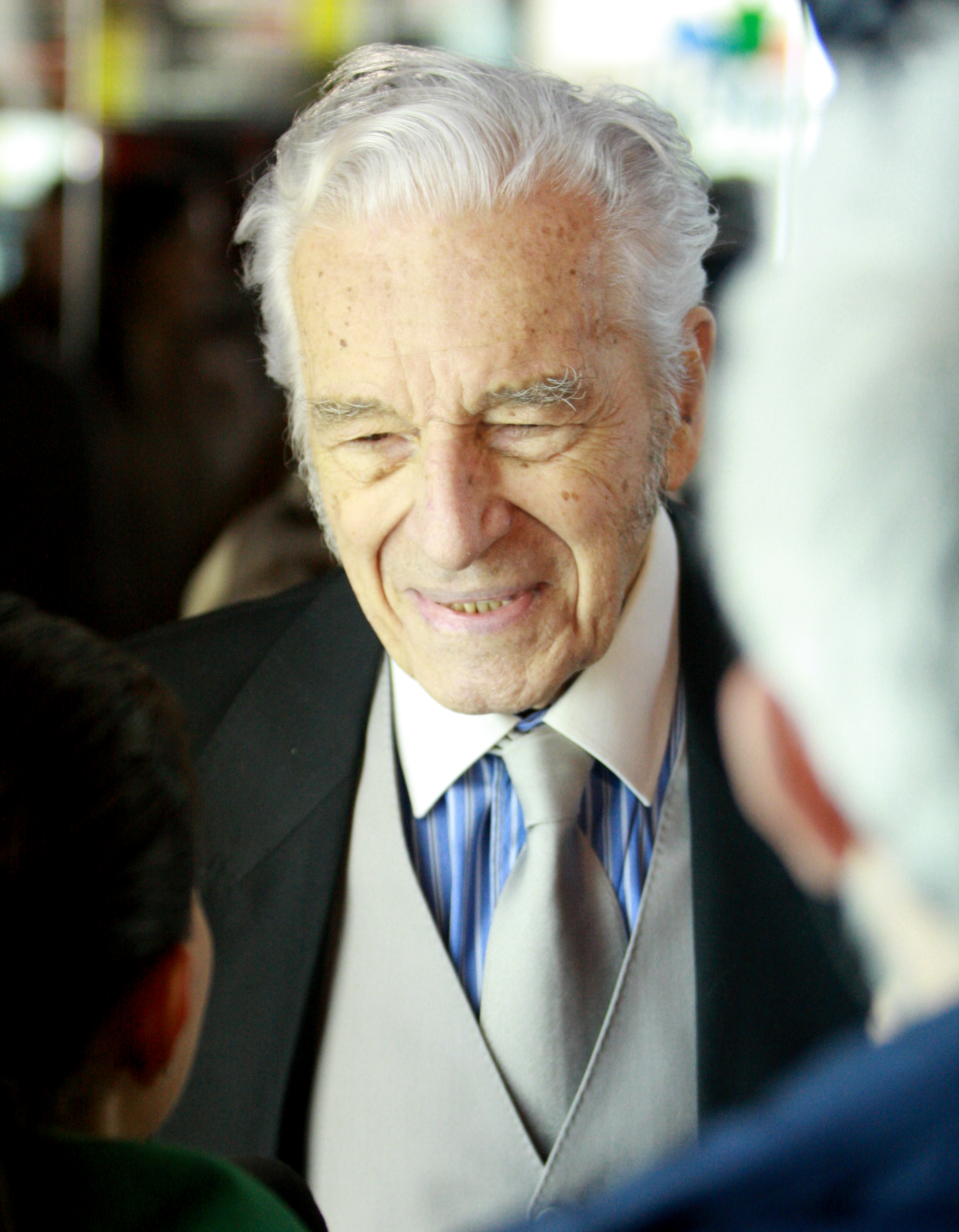
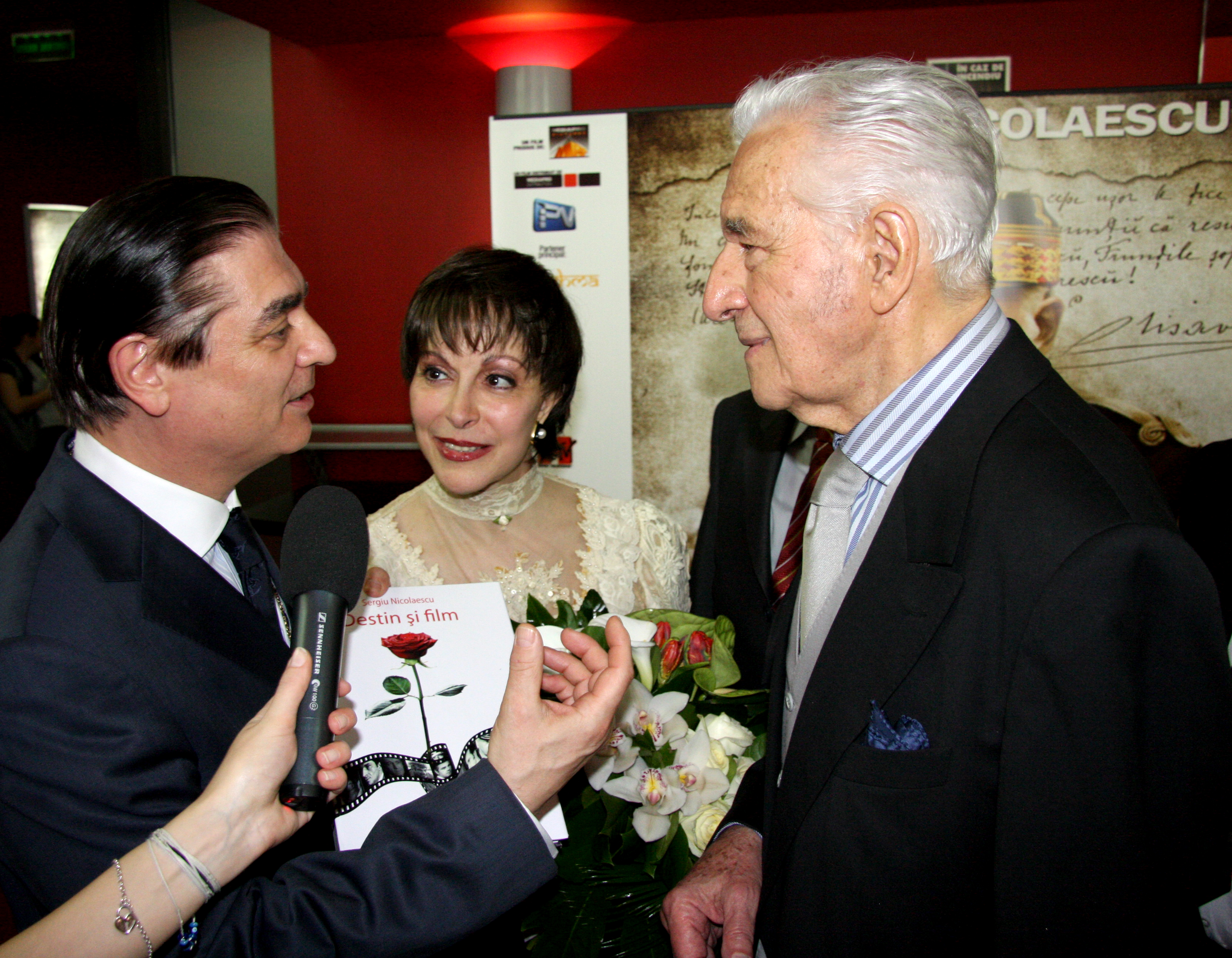
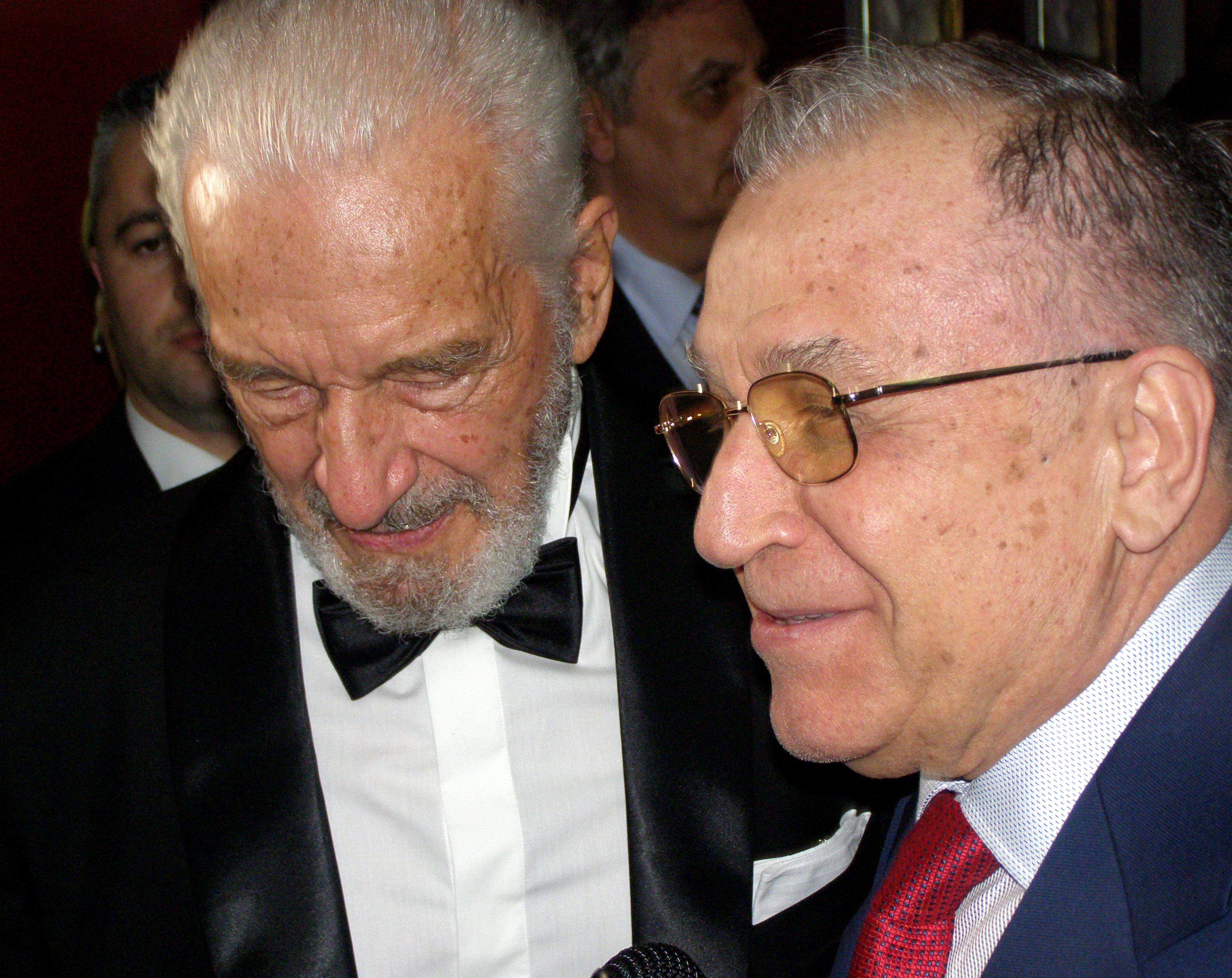
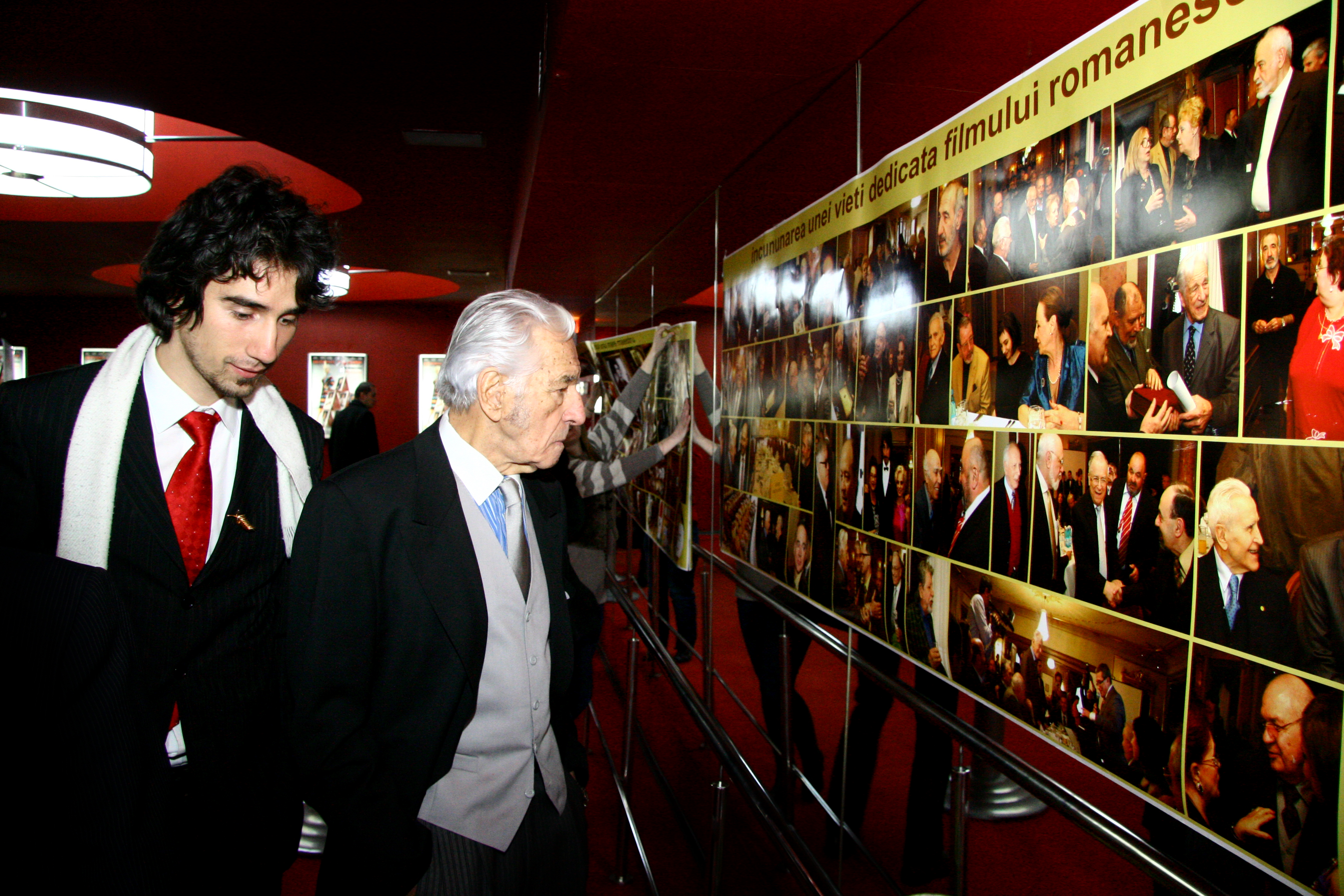